# سوپر جونیور
سوپر جونیور (به کره‌ای: 슈퍼주니어، به انگلیسی: Super Junior) گروه موسیقی پسرانهٔ اهل کرهٔ جنوبی است که در سال ۲۰۰۵، توسط لی سو-مان، مؤسس اس. ام. اینترتینمنت، شکل گرفت. این گروه در ابتدا با حضور ۱۳ عضو، لیتوک، هیچول، هان‌گنگ، یسونگ، کانگین، شیندونگ، سونگمین، اونهیوک، دونگهه شیوون، ریووک و کیبوم آغاز بکار کرد. کیوهیون نیز در سال ۲۰۰۶ به گروه پیوست.
سوپر جونیور در سال ۲۰۰۹، با انتشار تک‌آهنگ موفّق «ببخشید، ببخشید» از آلبومی با همین عنوان، در سطح بین‌المللی مطرح شد و عنوان «پادشاه موج کره (هالیو) و پادشاه کی پاپ» را از آنِ خود کرد و ۳ سال متمادی جایگاه «پرفروش‌ترین هنرمند» کی-پاپ را حفظ کرد.
طی سال‌ها، زیرمجموعه‌های متعدّدی از این گروه شکل گرفت (سوپر چونیور_ام، سوپر جونیور_هپی، سوپر جونیور_تروت، کی آر وای، دی. اند. ای، ام. اند. دی) هدف از این کار، فعّالیت در سبک‌های متنوّع و جذب مخاطبان بیشتر بود. علاوه بر موفّقیت‌های تجاری، سوپر جونیور ۱۳ جایزه از جشنوارهٔ جوایز ام‌نت آسیا و ۱۹ جایزه از جشنوارهٔ جوایز گلدن دیسک دریافت کرده‌است. همچنین دوّمین گروهی بود که در جشنوارهٔ ۲۰۰۸ جوایز ام‌تی‌وی آسیا، عنوان «هنرمند محبوب کره‌ای» را از آنِ خود کرد، نخستین بار گروه جی‌تی‌ال در سال ۲۰۰۳، به این مقام دست یافته بود. در سال ۲۰۱۲ نیز نامزد تندیس «بهترین فعّالیت آسیایی» در جشنوارهٔ جوایز موسیقی ام‌تی‌وی اروپا شد. سوپر جونیور همچنین در مراسم جوایز برگزیده نوجوانان ۲۰۱۵، عناوین «هنرمند بین‌المللی» و «بزرگترین کلوپ هواداران» را از آنِ خود کرد.
این گروه در سال ۲۰۲۰ برنده رای گیری بهترین گروه سال از نظر بیلبورد شد و فندومش "الف" هم بهترین فندوم سال شد. 
سوپرجونیور در سال ۲۰۲۰ با کمپانی امریکایی قرارداد بست و به طور رسمی پروموت خود در امریکا را شروع کرد.
این گروه البوم سالگرد پانزده سالگی خود را در سال ۲۰۲۱ منتشر خواهند کرد. 

## حرفهٔ موسیقی

### ۲۰۰۶ تا ۲۰۰۷: تو، پول، پول و موفقیت تجاری
در اواخر ۲۰۰۶، کیوهیون، ریووک و یسونگ، زیرمجموعهٔ سوپر جونیور-کی. آر. وای را به عنوان اولین زیرمجموعهٔ گروه، تشکیل دادند.

در فوریهٔ ۲۰۰۷، لیتوک، هیچول، کانگین، سونگمین شیندونگ و اونهیوک زیرمجموعهٔ سوپر جونیور-تی را تشکیل دادند. این گروه در ۲۳ فوریهٔ ۲۰۰۷، اولین تک‌آهنگ خود را با عنوان «روکوگو» ، منتشر کرد.
دومین آلبوم رسمی سوپرجونیور، «پول، پول!»، در ۲۰ سپتامبر ۲۰۰۷ منتشر گردید و با فروش ۱۶۰٬۰۰۰ نسخه، به دومین آلبوم پرفروش سال تبدیل شد.

### ۲۰۰۸ تا ۲۰۰۹: (sorry sorry) و موفقیت حرفه ای
در آوریل ۲۰۰۸، زیرمجموعهٔ چینی «سوپر جونیور-ام» تشکیل شد که اعضای آن عبارت بود از: هانگنگ، شیوون، دونگهه، کیوهیون، ریووک، هنری و ژومی. این زیر گروه، به موفق‌ترین زیرگروه سوپر جونیور تبدیل شد و به دنبال انتشار اولین آلبوم خود، «ابَر دختر»، در چین به محبوبیت چشمگیری دست یافت.
پنج عضو سوپر جونیور-تی به همراه یه‌سونگ، زیرمجموعهٔ «سوپر جونیور-اچ» را تشکیل دادند. این گروه اولین آلبوم چندآهنگه خود را در ۵ ژوئن ۲۰۰۸ منتشر کرد.
در ۲۲ فوریهٔ ۲۰۰۸، سوپر جونیور اولین تور آسیایی خود، سوپر شو، را در سئول آغاز کرد. و به دنبال آن، تک‌آهنگ «تو/ضربه فنی» را منتشر نمود که شامل نسخهٔ ژاپنی ترانهٔ «تو» بود. این اولین تک‌آهنگ از یک هندمند کره ای زبان بود که در ۱۰ ردهٔ اول جدول هفتگی اُریکن جای گرفت.
در ۱۲ مارس ۲۰۰۹، سومین آلبوم استودیوئی گروه با عنوان «ببخشید، ببخشید» ، منتشر شد. این آلبوم با مجموع فروش بیش از ۲۵۰٬۰۰۰ نسخه، به پرفروش‌ترین آلبوم سال ۲۰۰۹ در کره جنوبی، تبدیل شد.
در ۱۷ ژوئیهٔ ۲۰۰۹، سوپر شو ۲ در سئول آغاز شد.

### ۲۰۱۰ تا ۲۰۱۱: بونامانا، تغییر در اعضای گروه و محبوبیت جهانی
در مه ۲۰۱۰، آلبوم «بونامانا» منتشر شد. این آلبوم به مدت ۶۱ هفته در صدر جدول موسیقی کره‌ای-ژاپنی تایوان جای داشت.
سوپر شو ۳، در سال ۲۰۱۰ و ۲۰۱۱ برگزار شد. نسخهٔ سه بعدی این تور کنسرت، به پرفروش‌ترین فیلم سه بعدی کره جنوبی تبدیل شد.

سوپر جونیور به همراه دیگر هنرمندان اس.ام. اینترتینمنت، در ۱۰اُمین تور جهانی اس‌ام‌تاون، در لس آنجلس، پاریس، توکیو و نیویورک، به اجرا پرداخت.

### ۲۰۱۱ تا ۲۰۱۲: آقای ساده(mr.simple) و تور جهانی، سوپر شو ۴
آلبوم «آقای ساده»، با فروش اولیهٔ ۲۸۷٬۴۲۷ نسخه، بلافاصله پس ار انتشار، درصدر جدول گائون قرار گرفت و با فروش بیش از ۴۴۱٬۰۰۰ نسخه، به مدت چهار هفته صدرنشین جدول ماند. این آلبوم همچین، در جایگاه سوم جدول بیلبورد جای گرفت.
اولین تور جهانی سوپر جونیور، سوپر شو ۴، در نوامبر ۲۰۱۱ آغاز شد.
اولین ترانهٔ همکاری دونگههو اونهیوک، «اوپا، اوپا» در ۱۶ دسامبر ۲۰۱۱ منتشر شد.

### ۲۰۱۲ تا ۲۰۱۳: جذاب، رها و تک و تور جهانی، سوپر شو ۵
ششمین آلبوم سوپر جونیور، «جذّاب، رها و تک»، در جداول آی‌تیونز چندین کشور از جمله استرالیا، فرانسه، پرو و ژاپن، در صدر قرار گرفت و همچنین به رتبهٔ سوم بیلبورد دست یافت.
سوپر شو ۵، در مارس ۲۰۱۳ از سئول آغاز شد و سپس در چین، ژاپن، آمریکای جنوبی، آمریکای شمالی و اروپا ادامه یافت.

در ۱۰ نوامبر، اونهیوک، کانگین، شیوون و کیوهیون، سخنرانی ویژه‌ای را در دانشگاه آکسفورد، ارائه دادند.

### ۲۰۱۴: ماماسیتا و تور جهانی، سوپر شو ۶
سوپر جونیور در ۲۹ اوت ۲۰۱۴، هفتمین آلبوم خود را با عنوان، «ماماسیتا» ، منتشر کرد. که تنها پس از سه روز فروش، در رتبهٔ اول جدول بیلبورد قرار گرفت.
سوپر شو ۶ در سپتامبر ۲۰۱۴، آغاز شد. سوپر جونیور اولین هنرمند کره‌ای است که ۱۰۰ کنسرت جهانی برگزار کرده‌است.

### ۲۰۱۵ تا ۲۰۱۷: شیطان، جادو و لیبل اس‌جی
سوپر جونیور در سال ۲۰۱۵ به مناسبت ۱۰اُمین سالگرد تشکیل خود، آلبوم ویژهٔ «شیطان» را منتشر کرد. همچنین در مراسم جوایز برگزیده نوجوانان ۲۰۱۵، عناوین «هنرمند بین‌المللی» و «بزرگترین کلوپ هواداران» را از آنِ خود کرد.
در ۶ نوامبر، اس. ام. اینترتینمنت به مناسبت ۱۰ سالگی سوپر جونیور، حق مدیریت لیبل اس‌جی را به عنوان ناشر انحصاری، به گروه اعطا کرد. اولین آلبوم منتشر شده زیر نظر این ناشر، آلبوم «شازده کوچولو» از ریووک بود.

### 2017: play
سوپر جونیور در ۶ نوامبر ۲۰۱۷ بعد از ۲ سال وقفه و بازگشت اونهیوک و دونگهه و شیوون از سربازی هشتمین فول آلبوم خود را به نام play منتشر کردن.
در تاریخ ۳۰ اکتبر ۲۰۱۷ تک آهنگ one more chance منتشر شد متن و تنظیم این آهنگ توسط دونگهه انجام شده‌است و اونهیوک قسمت رپ این آهنگ را نوشته
تایتل این آلبوم به اسم black suit طرفداران زیادی را کسب کرد و موفقیت‌های زیادی داشت از جمله برنده بهترین موزیک ویدیو در فیلیپین شد.
لیتوک و هیچول و یسونگ و شیندونگ و اونهیوک و شیوون و دونگهه در این آلبوم حضور داشتن.
اعضا در نوشتن آهنگ‌های این آلبوم نقش داشتن
اونهیوک: Scene Stealer و One More Chance و Good Day For a Good Day و Girlfriend و Spin up
دونگهه:One more chance
هیچول:Spin Up و I DO
ریووک و کیوهیون به علت سربازی در این آلبوم نبودن و سونگمین طی بیانیه ای که از طرف لیبل اس جی منتشر شد در این آلبوم حضور نداشت.
در طول پروموشن‌های این آلبوم شیوون به علت فیلم‌برداری سریال عشق انقلابی حضور نداشت

### ۲۰۱۸ تا زمان حال: Replay
در تاریخ ۲۳ مارس ۲۰۱۸ تک آهنگ Super Duper منتشر شد لیتوک در نوشتن متن و تنظیم این آهنگ همکاری داشته
سوپر جونیور در ۱۲ آوریل ۲۰۱۸ ریپکیج آلبوم خودشان را اسم Replay منتشر کرد
آهنگ اصلی این آلبوم به اسم Lo Siento با همکاری هنرمندان خارجی Leslie Grace و Play -N- Skills
اعضا همانند آلبوم Replay در نوشتن متن اهنگ‌های ریپکیج نقش داشته‌اند
لیتوک: Super Duper
هیچول:Lo Siento با همکاری اونهیوک و لزلی
یسونگ:Hug
اونهیوک: Lo Siento با همکاری هیچول و لزلی
```
و Me & U
```

در سال ۲۰۱۹ این گروه با نهمین البوم خود یعنی time slip بازگشتند و ریپکیج این البوم را درسال ۲۰۲۰ با ترک 2ya2yao منتشر کردند. 
سوپرجونیور در سال ۲۰۲۱ با البوم دهم خود برای سالگرد ۱۵ سالگی برمیگردد. البته دو ترک از این البوم در اواخر سال ۲۰۲۰ منتشر شده است. 
زیر گروه سوپرجونیور یعنی D&E اواخر سال ۲۰۲۰ با البوم جدیدی به نام  BAD BLOOD کامبک دادند و یک سینگل ژاپنی با تایتل wings نیز منتشر کردند.
ساب یونیت دیگر سوجو K.R.Y نیز با اولین البوم کره ای خود در سال ۲۰۲۰ با نام WHEN WE WERE US کامبک دادند.

نخستین مینی آلبوم:2018
جنتلمن‌های سوپر جونیور از ابتدا فعالیت خود در سال ۲۰۰۵ تا الان تماماً فول آلبوم منتشر کردند اولین مینی آلبوم خود را به سبک لاتین و به زبان اسپانیایی و کره و انگلیسی منتشر کردند
تایتل این مینی آلبوم با همکاری گروه RIEK که در هتل MGM ژاپن فیلم‌برداری شد OTRA VEZ یاONE MORE TIME است

### اعضاء
در دسامبر ۲۰۰۹، هانگنگ پس از ارائهٔ دادخواستی علیه ناشر مربوطه، گروه را ترک کرد. این دادخواست در دسامبر ۲۰۱۲ به نفع وی پایان یافت. جدایی او از گروه، در ۲۷ سپتامبر ۲۰۱۱ به‌طور رسمی از جانب کمپانی تأیید شد.

در ۱۸ اوت ۲۰۱۵، کیبوم پس از اتمام قرارداد با اس. ام. اینترتینمنت، جدایی رسمی خود را از گروه، اعلام کرد. هنری لا در سال ۲۰۱۷ پس از اتمام قردادش با اس.ام. اینترتیمنت. جدایی خود را رسماً از کمپانی اعلام کرد.
کانگین در سال ۲۰۱۹ نیز از گروه جدا شد.
| عنوان هنری | عنوان هنری | نام اصلی     | نام اصلی | زادروز                   |
|            | هانگول     |              | هانگول   | زادروز                   |
| ---------- | ---------- | ------------ | -------- | ------------------------ |
| لیتوک*     | 이특       | پارک جونگ-سو | 박정수   | ۱ ژوئیهٔ ۱۹۸۳ ‏(۴۱ سال)    |
| هیچل       | 희철       | کیم هی-چول   | 김희철   | ۱۰ ژوئیهٔ ۱۹۸۳ ‏(۴۱ سال)   |
| یسونگ      | 예성       | کیم جونگ-وون | 김종운   | ۲۴ اوت ۱۹۸۴ ‏(۴۰ سال)     |
| شین‌دونگ    | 신동       | شین دونگ-هی  | 신동희   | ۲۸ سپتامبر ۱۹۸۵ ‏(۳۹ سال) |
| این‌هیوک    | 은혁       | لی هیوک-جه   | 이혁재   | ۴ آوریل ۱۹۸۶ ‏(۳۸ سال)    |
| دونگ‌هه     | 동해       | لی دونگ-هه   | 이동해   | ۱۵ اکتبر ۱۹۸۶ ‏(۳۸ سال)   |

| عنوان هنری | عنوان هنری | نام اصلی     | نام اصلی | زادروز                  |
|            | هانگول     |              | هانگول   | زادروز                  |
| ---------- | ---------- | ------------ | -------- | ----------------------- |
| کانگ‌این    | 강인       | کیم یونگ-وون | 김영운   | ۱۷ ژانویهٔ ۱۹۸۵ ‏(۴۰ سال) |
| سونگ‌مین    | 성민       | لی سونگ-مین  | 이성민   | ۱ ژانویهٔ ۱۹۸۶ ‏(۳۹ سال)  |
| شی‌وون      | 시원       | چوی شی-وون   | 최시원   | ۱۰ فوریهٔ ۱۹۸۷ ‏(۳۸ سال)  |
| ری‌یوک      | 김려욱     | کیم ریو-ووک  | 김려욱   | ۲۱ ژوئن ۱۹۸۷ ‏(۳۷ سال)   |
| کیوهیون    | 규현       | چو کیو-هیون  | 조규현   | ۳ فوریهٔ ۱۹۸۸ ‏(۳۷ سال)   |

| عنوان هنری | عنوان هنری | نام اصلی | نام اصلی | زادروز                 |
|            | چینی       |          | چینی     | زادروز                 |
| ---------- | ---------- | -------- | -------- | ---------------------- |
| ژومی       | 周覓       | ژو می    | 周覓     | ۱۹ آوریل ۱۹۸۶ ‏(۳۸ سال) |
| هنری       | 劉憲華     | هنری لا  | 劉憲華   | ۱۱ اکتبر ۱۹۸۹ ‏(۳۵ سال) |

| عنوان هنری | عنوان هنری | نام اصلی   | نام اصلی | زادروز                |
|            | چینی       |            | چینی     | زادروز                |
| ---------- | ---------- | ---------- | -------- | --------------------- |
| هان‌کیونگ   | -          | هان گِنگ    | 韩庚     | ۹ فوریهٔ ۱۹۸۴ ‏(۴۱ سال) |
| کی‌بوم      | 기범       | کیم کی-بوم | 김기범   | ۲۱ اوت ۱۹۸۷ ‏(۳۷ سال)  |

## ترانه‌شناسی
| آلبوم‌های استودیوئی - سوپرجونیور۰۵ (۲۰۰۵) - پول، پول! (۲۰۰۷) - ببخشید، ببخشید (۲۰۰۹) - بونامانا (۲۰۱۰) - آقای ساده (۲۰۱۱) - جذّاب، رها و تک (۲۰۱۲) - ماماسیتا (۲۰۱۴) - شیطان (۲۰۱۵) تک‌آهنگ‌ها - عشقتو نشونم بده (۲۰۰۵) (بهمراه تی‌وی‌ایکس‌کیو) - شما (۲۰۰۶) | آلبوم‌های استودیوئی - قهرمان (۲۰۱۳) تک‌آهنگ‌ها - بونامانا (۲۰۱۱) - آقای ساده (۲۰۱۱) - اپرا (۲۰۱۲) - جذّاب، رها و تک (۲۰۱۲) |